# Jan Kaiser
Jan Kaiser (ur. 21 września 1941 w Świętochłowicach, zm. 15 września 2019 w Krakowie) – polski psychofizjolog, profesor nauk humanistycznych, nauczyciel akademicki Uniwersytetu Jagiellońskiego, prodziekan Wydziału Filozoficzno-Historycznego UJ (1978–1981), dyrektor Instytutu Psychologii UJ (1988–1991). Badawczo zajmował się m.in. empirycznym statusem zjawisk subiektywnych, psychofizjologią różnic indywidualnych i fizjologicznymi komponentami procesów poznawczych.

## Życiorys
Urodził się w 1941 roku w Świętochłowicach. Młodość spędził na Górnym Śląsku, gdzie uczęszczał do III Liceum Ogólnokształcącego im. Stefana Batorego w Chorzowie.
W latach 1959–1964 studiował psychologię na Uniwersytecie Jagiellońskim. Obronił pracę magisterską pt. Eksperymentalne porównanie reakcji na frustrację pomiędzy małpami niższymi a dziećmi od 2;0 do 2;6 lat pod kierunkiem Marii Przetacznik-Gierowskiej i Romana Wojtusiaka. Cztery lata później obronił pracę doktorską pt. Kształtowanie się wczesnych reakcji społecznych w ontogenezie. Równocześnie w latach 60. współpracował jako scenograf z Teatrem 38.
W kolejnych latach pracował w Instytucie Psychologii UJ, gdzie w 1975 roku obronił kolokwium habilitacyjne. Od 1980 roku był kierownikiem pierwszego w Polsce Zakładu Psychofizjologii działającego w Instytucie Psychologii UJ. Pełnił funkcję Prodziekana Wydziału Filozoficzno-Historycznego UJ w latach 1978–1981 oraz Dyrektora Instytutu Psychologii UJ w latach 1988–1991. W 2008 otrzymał tytuł naukowy profesora, a trzy lata później przeszedł na emeryturę. Od początku lat 80. związany był także z Wyższą Szkołą Pedagogiczną w Krakowie, gdzie m.in. wypromował kilkudziesięciu magistrów. Był również wykładowcą Akademii Wychowania Fizycznego w Krakowie i Górnośląskiej Wyższej Szkoły Handlowej im. Wojciecha Korfantego w Katowicach.
Jego zainteresowania badawcze koncentrowały się na problematyce empirycznego statusu zjawisk subiektywnych, psychofizjologii różnic indywidualnych i fizjologicznych komponentach procesów poznawczych. Był członkiem polskich i międzynarodowych towarzystw naukowych min. International Organization of Psychophysiology, British Association for Cognitive Neuroscience, International Society for the Study of Individual Differences.
Był członkiem International Organization of Psychophysiology, British Association for Cognitive Neuroscience oraz International Society for the Study of Individual Differences.
Wypromował 18 doktorów, w tym 5 przewodów zostało przeprowadzonych na Uniwersytecie im. Radbouda w Nijmegen.
Zmarł 15 września 2019 roku w Krakowie. Został pochowany 24 września 2019 na cmentarzu Rakowickim.

## Publikacje
- 1974: Rozwój psychiczny człowieka (Wiedza Powszechna, wraz z Marią Przetacznikową)
- 1975: Neuropsychologiczne aspekty nabywania doświadczenia indywidualnego (Państwowe Wydawnictwo Naukowe)
- 1995: The roots of creativity: theorethical considerations based on Stefan Szuman's "The genesis of an object" (red.)
- 2007: Obecność mózgu w świadomości: empiryczny status zjawisk subiektywnych w świetle psychofizjologii (Wydawnictwo Uniwersytetu Jagiellońskiego)

## Odznaczenia
- Złoty Krzyż Zasługi (1986)
- Medal Komisji Edukacji Narodowej (1993)[10]